# Janez Porenta
Janez Porenta (Lubiana, 3 giugno 1896 – Gramozna jama, 13 giugno 1942) è stato un ginnasta sloveno naturalizzato jugoslavo.

## Palmarès

### Olimpiadi
- Bronzo a Amsterdam 1928 nel concorso a squadre.